# Johann Baptist von Waldstätten

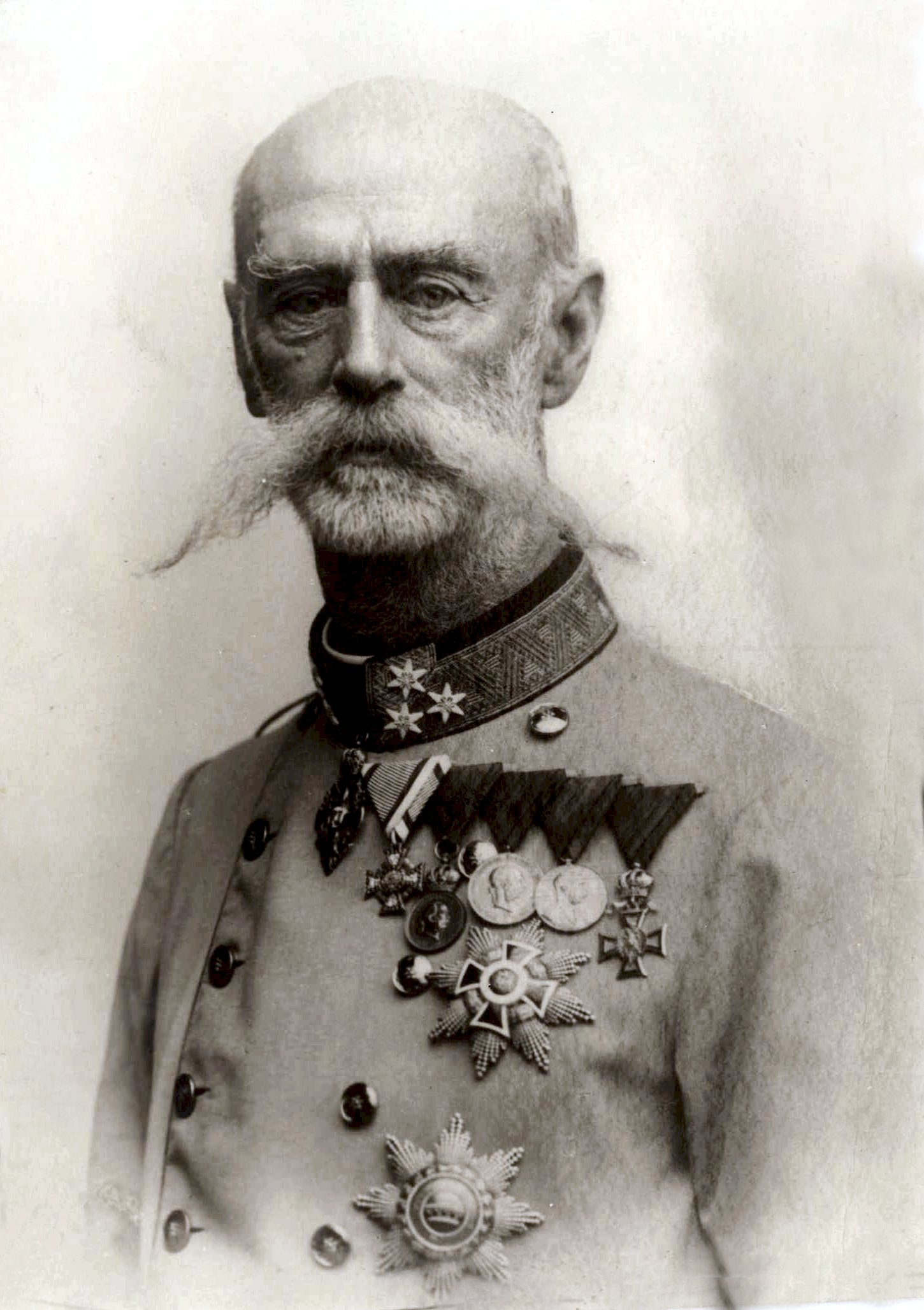
Johann Baptist Freiherr von Waldstätten 1890

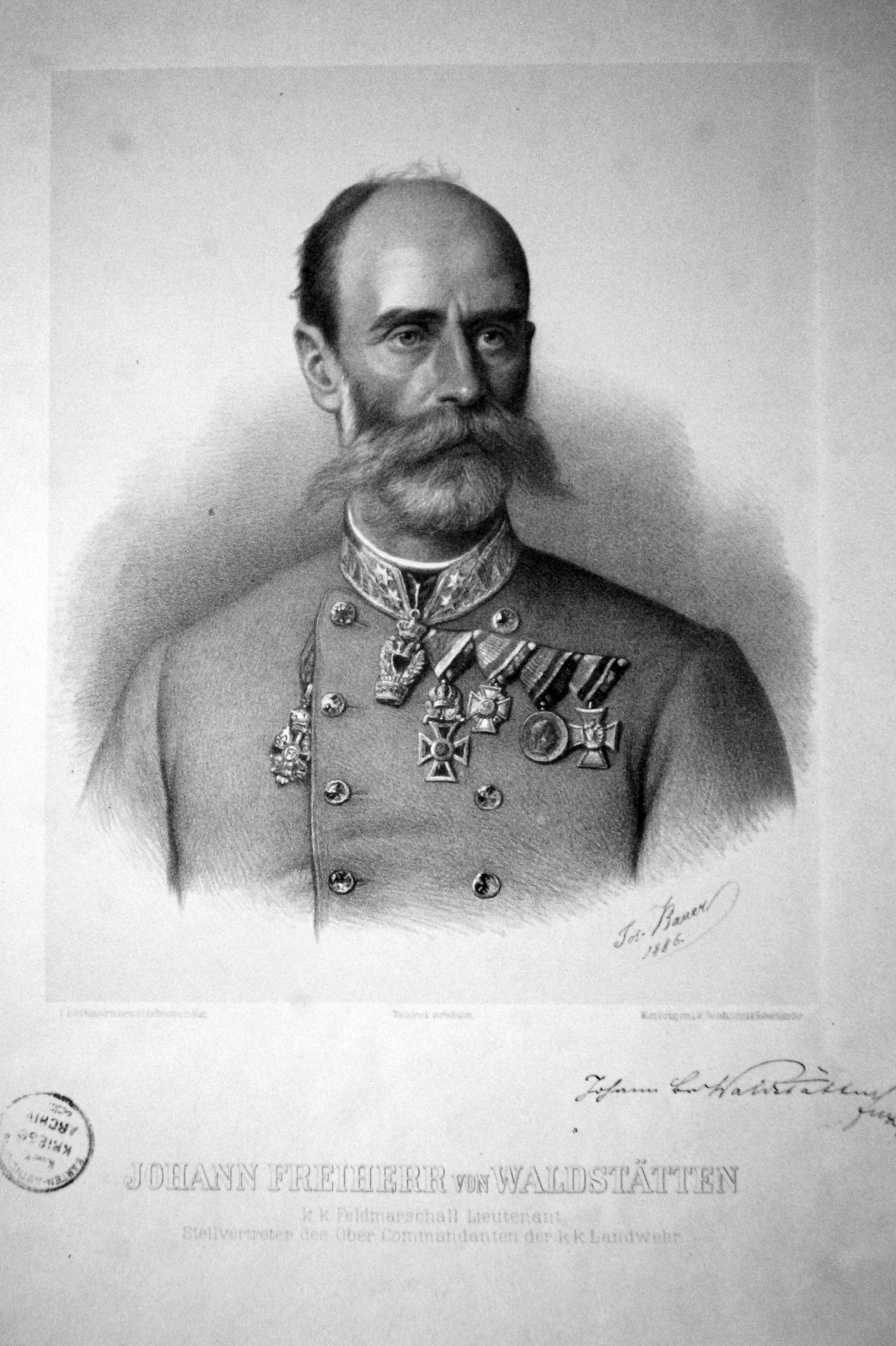
Johann Baptist von Waldstätten, Lithographie von Joseph Anton Bauer, 1886

Johann Baptist Freiherr von Waldstätten, (* 24. Juni 1833 in Gospić; † 31. Dezember 1914 in Wien), Sohn des Franz Georg Dominik und Bruder des Georg von Waldstätten, war Inhaber des Infanterieregimentes Nr. 81 (1887), k.u.k. Wirklicher Geheimer Rat (1888), Feldzeugmeister (1889 – die Chargenbezeichnung wurde 1908 in General der Infanterie geändert) und Generaltruppeninspektor (1898), Lehrer für Taktik an der Zentral-Kavallerie-Schule, Professor an der k. u. k. Kriegsakademie (Kriegsschule) und Militärschriftsteller aus der Familie von Waldstätten.

## Leben
Der junge Johann, Sohn des Franz Georg Dominik Freiherrn von Waldstätten (1775–1843), besuchte ab 25. September 1844 die Theresianische Militärakademie in der Wiener Neustadt, am 15. August 1851 Leutnant beim Infanterieregiment Nr. 39 Dom Miguel, am 1. Mai 1854 Oberleutnant, dann, nach absolvierter Kriegsschule, befördert zum Hauptmann im Generalstab (4. November 1856). Als solcher machte er den Feldzug in Italien 1859 mit und erhielt für seine Leistungen bei Magenta und Turbigo den Orden der Eisernen Krone 3. Klasse mit Kriegsdekoration (15. August 1859) sowie nach der Schlacht bei Solferino das k. k. Militärverdienstkreuz mit Kriegsdekoration als auch das Ritterkreuz 1. Klasse des Großherzoglich Hessischen Ludwigsordens (3. November 1859).
Am 12. April 1864 avancierte er zum Lehrer für Taktik an die Zentral-Kavallerie-Schule, am 20. Juni 1865 Major. Als solcher nahm er 1866 am Feldzug gegen Preußen teil und wurde für seine Verdienste mit dem Ritterkreuz des Österreichischen Leopold-Ordens mit Kriegsdekoration und dem Komturkreuz 2. Klasse des königlich sächsischen Albrechts-Ordens geehrt (3. Oktober 1866). Seit 29. Mai 1867 war er Oberstleutnant beim Graf Neipperg Dragonerregiment Nr. 12, rückte dann zum Oberst im Generalstab (1. Mai 1870) auf und wirkte seit 22. September 1870 als Professor an der Kriegsakademie.
1876 wurde Waldstätten Chef des Büreaus für operative und besondere Generalstabsarbeiten, 1877 Kommandant der 7. Infanteriebrigade zu Sarajewo und Generalmajor (Rang vom 8. November 1877), in welcher Eigenschaft er an der Okkupation Bosniens 1878 teilnahm. 1879 zum Kommandanten der 56., 1880 der 72., 1881 der 13. Infanteriebrigade und im selben Jahr Kommandant der 34. Infanterietruppen-Division, 1882 zum Feldmarschallleutnant und Kommandanten der 6. Infanterietruppen-Division ernannt. 1886 zum Stellvertreter des Oberkommandanten der k. k. Landwehr und ein Jahr später Inhaber des 81. Infanterieregiments bestellt, wurde er 1889 Kommandant des 7. Korps und kommandierender General in Temeswar (Timișoara). Schließlich erfolgte am 1. November 1889 die Beförderung zum Feldzeugmeister. Am 7. Februar 1898 wurde er zum Generaltruppeninspektor ernannt. Er trug auch das Komturkreuz des Kaiserlich-Österreichischen Franz-Joseph-Ordens.
Waldstätten war auch Lehrer des späteren Feldmarschalls Franz Conrad von Hötzendorf.

## Familie
Er heiratete am 24. Juni 1872 in Wien Olga Merinsky (1834–1923).
Da die Ehe kinderlos blieb, adoptierte Johann zwei Neffen seiner Gemahlin, die demnach den Namen Waldstätten-Zipperer führten und denen 1904 zu Wien (6. Februar, Diplom vom 17. April) der Adel und der Freiherrnstand ihres Onkels (mit einem geänderten Wappen) übertragen wurde.
Mit a. h. Entschließung vom 6. Februar 1904 (Diplom Wien am 17. April 1904) wurde den Brüdern Heinrich und Georg Zipperer der Freiherrenstand in der Nenn- und Schreibweise „Waldstätten-Zipperer“ zugestanden.
Adoptivsöhne:
- Heinrich Freiherr von Waldstätten-Zipperer (1866–1912)
- Josef Georg Freiherr von Waldstätten-Zipperer (1869–1930)

Das Familiengrab befindet sich am Wiener Zentralfriedhof.

## Wappen Waldstätten-Zipperer

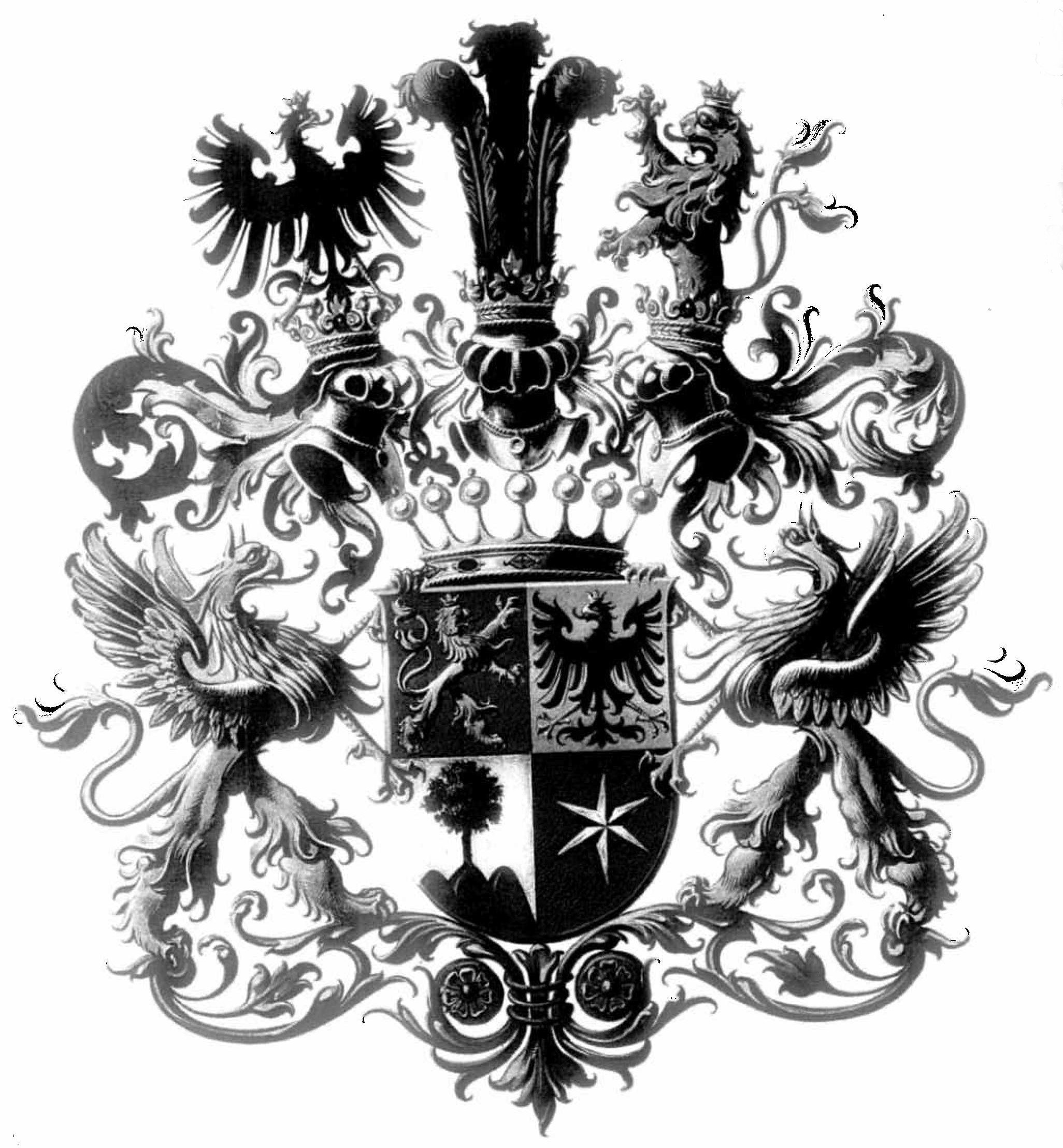
Wappen Freiherren von Waldstätten-Zipperer 1904

Geviert: 1 in Blau einwärts ein zweischwänziger, gekrönter goldener Löwe, 2 in Gold einwärts ein rot bezungter, gold bewehrter, gekrönter schwarzer Adler, 3 in Silber auf der Mittelkuppe eines grünen Dreibergs ein natürlicher Baum, 4 in Rot ein silberner Stern (sechs spitze Strahlen). Freiherrnkrone und drei gekrönte Helme: auf dem rechten mit schwarz-goldenen Decken der Adler des Schildes, auf dem mittleren mit rot-schwarzen Decken drei (blau – rot – blau) Straußenfedern, auf dem linken mit blau-goldenen Decken der Löwe des Schildes.

## Werke
- Die Taktik. 2 Bände – Gefechte mit Holzschnitten. Verlag L. W. Seidel & Sohn, k. u. k. Hofbuchhändler 1865, 355 S. (10 Auflagen).
- Über den Nachrichtendienst. Verlag der Buchhandlung für Militär-Literatur K. Prochaska, Teschen 1870 (mehrere Ausgaben).
- Die Terrainlehre. Verlag L.W. Seidel, 1870, 201 S. (mehrere Ausgaben).
- Über die Verwendung größerer Kavalleriekörper in den Schlachten [* 11] der Zukunft. Verlag der Buchhandlung für Militär-Literatur K. Prochaska, Teschen 1874.
- Die Cavallerie-Manöver bei Totis. Johann Waldstätten (Freiherr von.). Verlag der Buchhandlung für Militär-Literatur K. Prochaska, Teschen 1875, 116 S.
- Technik des angriffsweisen Gefechts der Infanterie. Verlag L. W. Seidel & Sohn, k. u. k. Hofbuchhändler Wien 1885, 86 S. (mehrere Auflagen).
- Erzherzog Karl. Ausgewählte militärische Schriften. Erläutert und mit einer Einleitung versehen durch [Johann] Frhr. v. Waldstätten, Feldmarschall-Lieutenant. Verlag Höckner, Dresden 1891, 238 S.
- Über das Feuergefecht. Verlag L. W. Seidel & Sohn, k. u. k. Hofbuchhändler Wien 1897, 42 S.